# Diego Demarco
Diego Hernán Demarco (Temperley, Buenos Aires; 26 de octubre de 1968) es un músico y compositor de rock argentino, conocido por formar parte del grupo de rock fusión Los Auténticos Decadentes desde el año 1987.

## Trayectoria
Ingresó a la banda en 1987, como guitarrista y ocasional cantante. Llamado por sus compañeros como el "George Harrison DK"; siendo el autor de varios de las canciones más pop rock de la banda, como «Ya me da igual», «Se va como la vida», «Besándote», «El gran señor» y «La prima lejana», entre otras.
Como solista, ha sido nominado a múltiples premios, entre ellos, el Premio Gardel al mejor artista masculino pop, una nominación al MTV Latino como mejor solista, mejor artista sur y mejor artista alternativo.
En su edición de septiembre de 2012, la revista Rolling Stone posicionó a Demarco en el puesto número 90, de Los cien mejores guitarristas del rock argentino.
En 2014, sin abandonar a Los Auténticos Decadentes, graba y edita su primer trabajo discográfico, titulado Casi nada, que cuenta con la participación de algunos miembros de su banda y músicos invitados como Diego Tuñón, del grupo Babasónicos.

## Discografía
Los Auténticos Decantes
- 1989: El milagro argentino
- 1991: ¡Supersónico!
- 1993: Fiesta monstruo
- 1995: Mi vida loca
- 1997: Cualquiera puede cantar
- 2000: Hoy trasnoche
- 2003: Sigue tu camino
- 2007: Club Atlético Decadente
- 2010: Irrompibles
- 2014: Y la banda sigue
- 2018: Fiesta nacional (MTV Unplugged)

Solista
- 2014: Casi nada[3]
- 2021: Hola...Que tal!!